# Dasyomma abdominale
Dasyomma abdominale är en tvåvingeart som beskrevs av Hardy 1933. Dasyomma abdominale ingår i släktet Dasyomma och familjen bäckflugor. Inga underarter finns listade i Catalogue of Life.